# Violeta Parra
Violeta Parra, all'anagrafe Violeta del Carmen Parra Sandoval (San Carlos, 4 ottobre 1917 – Santiago del Cile, 5 febbraio 1967), è stata una cantautrice, poetessa e pittrice cilena, madre dei musicisti Isabel Parra e Ángel Parra e sorella del poeta Nicanor Parra.
A Violeta Parra si deve un'importante opera di recupero e diffusione della tradizione popolare del Cile, opera proseguita poi dal movimento della Nueva Canción Chilena. Nelle sue canzoni sono sempre presenti la denuncia e la protesta per le ingiustizie sociali.

## Biografia
Era la terza dei dieci figli di Clarisa del Carmen Sandoval Navarrete e di Nicanor Parra Alarcón, professore di musica. 
Tra i fratelli sono da ricordare Nicanor Parra, matematico, fisico e celebre poeta moderno, Eduardo e Luis Roberto, musicisti, cantautori e compositori, ed infine l’artista circense Oscar René, detto Tony Canarito.
Violeta visse un'infanzia difficile a causa delle ristrettezze economiche in cui versava una famiglia numerosa composta da dieci fratelli. 
Proprio questi problemi la spinsero a cercare di guadagnare qualcosa cantando e suonando insieme ai fratelli per le strade, nei circhi e persino nei bordelli.
Nel 1937 si trasferì a Santiago del Cile, dove conobbe e sposò Luis Cereceda. Da questo matrimonio, finito nel 1948, nacquero i figli Ángel e Isabel, che in seguito seguiranno le orme delle madre, diventando anche loro cantanti.
Violeta lavorava suonando nelle sale da ballo e talvolta per piccole stazioni radio. Incominciò intanto ad interessarsi alla ricerca delle tradizioni popolari del suo paese.
Nel 1949 si sposò nuovamente e da questo nuovo legame nacquero le figlie Luisa e Rosita Clara.
Nel 1953, dopo un recital a casa di Pablo Neruda, venne chiamata da Radio Cile per un programma sul folclore locale. Nel 1954 ricevette il premio Caupolicán ed iniziò una serie di tournée che la portarono in Europa, in occasione del Festival della Gioventù di Varsavia, ed in Unione Sovietica. Soggiornò poi a Parigi per quasi due anni, tornando in Cile nel 1956  dove iniziò ad unire all'attività musicale (recital e ricerca) quella di pittrice.
Nel 1960 incontrò il musicologo e antropologo svizzero Gilbert Favre, che diventerà l'amore della sua vita e al quale dedicherà centinaia di canzoni d'amore, tra cui le più conosciute sono Corazón maldito, Qué he sacado con quererte, Run Run se fue pa'l Norte e il frammento di balletto El Gavilán, Gavilán.
Nel 1961 tornò in Europa, accompagnata dai figli Isabel e Ángel, per una lunga tournée che la portò anche in Italia. Nel 1964 fu la prima donna latinoamericana ad esporre le proprie opere in una personale al Museo del Louvre (sezione Arti decorative). Nel 1965 ritornò in Cile. Qui installò un grande tendone (la carpa de la Reina) alle porte della capitale Santiago, che nelle intenzioni della Parra doveva essere un centro culturale concentrato nella ricerca sul folclore cileno (Centro delle Arti). Era sostenuta dai suoi figli e da altri artisti, come Patricio Manns, Rolando Alarcón e Víctor Jara, ma non riuscì ad interessare il grande pubblico.
Nel 1966 registrò dei nuovi dischi, viaggiò in Bolivia, diede una serie di concerti nel sud del Cile e poi tornò a Santiago per continuare il suo lavoro artistico al Centro delle Arti. Qui scrisse le sue ultime canzoni.
La sua relazione sentimentale con Gilbert Favre finì. Lui partì per la Bolivia, dove divenne il cofondatore del gruppo musicale Los Jairas. Questo dramma personale ispirò a Parra una delle sue canzoni più conosciute, Run Run se fue pa'l Norte. Sempre nel 1966 Parra registrò il suo ultimo disco: Gracias a la vida, Volver a los 17, Rin del angelito sulla mortalità infantile, Pupila de águila, Cantores que reflexionan e El albertío.
Il 5 febbraio 1967, a quarantanove anni, colpita da una grave forma di disturbo depressivo, Violeta Parra si suicidò.
La canzone Gracias a la vida è considerata il suo testamento spirituale ed è stata interpretata da numerosi cantanti.

## Pubblicazioni
Nel 1970 è stata pubblicata la raccolta di versi Décimas (la décima è una strofa di 10 versi ottonari rimanti ABBAACCDDC); alcune poesie sono state musicate dal compositore cileno Luis Advis, che le ha inserite nella cantata Canto para una semilla, interpretata dal complesso Inti-Illimani insieme ad Isabel Parra.
Una raccolta di testi delle sue canzoni, con notevole apparato critico, è stata pubblicata in Italia col semplice titolo Canzoni.

## Citazioni e omaggi
- Nel 1970 Pablo Neruda le dedicò la poesia Elegía para Cantar, in cui la definiva "Santa di pura creta" (in spagnolo ¡Santa de greda pura!).[3]
- Nel 1973 fu citata nella canzone Manifiesto di Víctor Jara: «Qui il mio canto trovò uno scopo / come diceva Violeta / chitarra lavoratrice / con profumo di primavera.» (in spagnolo «Aquí se encajó mi canto / como dijera Violeta / guitarra trabajadora / con olor a primavera.»)[4][5]
- Nel 1982 il cantautore italiano Franco Simone la omaggiò con una sua interpretazione di Volver a los 17 nel suo album Nuevas canciones (pubblicato in Cile e Argentina)
- Nel 1991 venne creata la Fondazione Violeta Parra a lei dedicata. A partire dal 27 giugno 2018 ne è presidente Carmen Luisa Letelier. La fondazione ha lo scopo di riunire ed organizzare l'opera di Violeta Parra.
- Nel 2011 Andrés Wood diresse la pellicola Violeta Parra Went to Heaven (Violeta se fue a los cielos), basata sul libro omonimo di Ángel Parra e interpretata da Francisca Gavilán. Il film è stato distribuito in Italia dal 4 luglio 2013 da Monkey Creative Studios.
- Nel 2017 i fumettisti Alessio Spataro e Virginia Tonfoni pubblicarono la graphic novel Violeta, ispirata alla vita della cantante.

## Filmografia
Violeta Parra Went to Heaven

## Discografia parziale

### Album in studio
- 1958 - El folklore de Chile - Vol II
- 1959 - La cueca presentada por Violeta Parra
- 1960 - Toda Violeta Parra - El folklore de Chile vol. VIII
- 1962 - El folklore de Chile según Violeta Parra
- 1964 - El folklore de Chile
- 1964 - El folklore de Chile - Vol. IV - Violeta Parra - La tonada
- 1964 - Chants et danses du Chili
- 1965 - Recordando a Chile: canciones de Violeta Parra
- 1966 - Las ultimas composiciones de Violeta Parra
- 1971 - Canciones reencontradas en París

### Album dal vivo
- 2000 - En Ginebra en vivo

## Libri
- Décimas, 1970.
- Canzoni, Roma, Newton Compton Editori, 1979.